# Христич, Дмитрий Анатольевич
Дмитрий Анатольевич Хри́стич (укр. Дмитро Анатолійович Христич; род. 23 июля 1969, Киев) — советский и украинский хоккеист. Самый результативный украинский хоккеист в истории НХЛ (596 очков в регулярных чемпионатах).

## Биография
Тренировался у Юрия Павлова, а затем перешёл в группу старших под руководством Николаева Анатолия Алексеевича. Чтобы перейти в спортивный спецкласс, прошёл один учебный год экстерном.
Выступал за «Сокол» (Киев) (1985—1990). В чемпионатах СССР провёл 178 игр, забросил 53 шайбы, сделал 45 передач.
В 1990 в составе ЦСКА выступал против клубов НХЛ.
В 1988 был выбран на драфте клубом НХЛ «Вашингтон Кэпиталз». В НХЛ выступал за «Вашингтон Кэпиталз» (1990-95, 2001-02), «Лос-Анджелес Кингз» (1995-97), «Бостон Брюинз» (1997-99), «Торонто Мейпл Лифс» (1999—2000). Участник матчей всех звёзд НХЛ (1997, 1999). В регулярных чемпионатах НХЛ — 811 матчей, набрал 596 (259+337) очков; в плей-офф НХЛ провёл 75 матчей, в которых набрал 40 (15+25) очков.
В 2002-04 играл за «Металлург» (Магнитогорск). В чемпионатах России провёл 69 матчей, забросил 13 шайб, сделал 19 передач.
Выступал за сборную Украины в 2001, 2002 и 2003 годах на чемпионатах мира и на Олимпиаде 2002. В 20 матчах забросил 3 шайбы и сделал 6 результативных передач.
Чемпион мира 1990 (СССР), победитель Игр Доброй Воли (1990).
Завершил карьеру игрока в 2004 из-за травм, накопившихся за игровые годы.
В сезоне 2008—2009 работал тренером сборной Украины, был помощником Александра Сеуканда. Тренерский дебют в сборной был неудачным — сборная не прошла отборочный турнир Олимпиады-2010, слабо сыграла на чемпионате мира. По окончании контракта ушёл из сборной.
В настоящее время является главным тренером сборной Украины.
Большой любитель гольфа, входит в состав федерации гольфа Украины. Участвовал в чемпионате Украины по гольфу. С этой игрой его познакомил Уэйн Гретцки, с которым Христич в период выступлений за «Кингз» играл в одной тройке.
В 2015 году участвовал в матче ветеранов российского и мирового хоккея в рамках Ночной хоккейной лиги, прошедшем на льду Байкала (победа звёзд Ночной хоккейной лиги со счётом 12:8).

## Достижения
- Участник матча «Всех звёзд» НХЛ (2): 1997 и 1999
- Чемпион мира ЧМ 1990 года (в составе сборной СССР)
- Выступал на Чемпионате мира 2001, 2002, 2003 и на Олимпийских играх — 2002 в составе сборной Украины

## Семья
Сын — Сэм Христич (18 ноября 2014 года) От первого брака (жена — американка Эйрин, оформили отношения в 1993, развелись в 2005) воспитывает сына Кая (11 лет).
Родители и брат переехали в США, жили в Филадельфии.